# ترجمه تاریخ یمینی
در اوایل سدهٔ هفتم ه‍.ق و به‌درخواست «ابوالقاسم علی بن حسین»، وزیر «جمال‌الدین آی‌ابه اُلُغ باربک» حاکم عراق عجم، یکی از منشیان چیره‌دست او در زبان‌های فارسی و عربی به‌نام «ابوالشرف ناصح بن ظفر بن سعد منشی جُرفادِقانی»، تاریخی را که محمد عُتبی پیرامون سلطنت سبکتگین و پسرش سلطان محمود به‌زبان عربی نگاشته بود، با نام ترجمهٔ تاریخ یمینی به فارسی برگرداند، و دنباله‌ای دربرگیرندهٔ حوادث عراق عجم بین سال‌های ۵۸۲ تا ۶۰۳ ه‍.ق را بدان ضمیمه کرد، که منبعی مهم برای بررسی تاریخ خطهٔ یادشده در آن سالیان است. ترجمهٔ تاریخ یمینی، از واپسین کارهای برجسته در زمینهٔ نثر فارسی، در دوران پیش از حملهٔ مغول به ایران محسوب می‌شود.
علی‌رغم آن‌که، نثر ادبی که جرفادقانی، برای ترجمهٔ این اثر به‌کاربرده بود، مورد تحسین ادیبان پس از خودش قرار گرفت، ولی بنابر نوشتهٔ سعدالدین وراوینی، مترجم مرزبان‌نامه به فارسی، او درنهایت پاداش درخوری، بابت کارش دریافت نکرد. این ناسپاسی، در حق جرفادقانی را وراوینی با ماجرای فردوسی و سلطان محمود قیاس‌کرده، و سپس بیتی عربی از جرفادقانی را که در مذمت خودش، برای انجام این کار سروده را در دیباچهٔ ترجمه‌اش از مرزبان‌نامه نقل کرده است:
یَمِینِی أَجْرَمَتْ شَلَّتْ یَمِینِی
فَقَدْ ضَیَّعْتُ تَرْجَمَةَ ٱلْیَمِینِیترجمه: یمینی… دست راست من گناه کرد، خشک و تباه باد دست راستم، پس همانا ترجمهٔ تاریخ یمینی را تباه کردم.
ترجمهٔ تاریخ یمینی ظاهراً از همان زمان مترجم شهرت یافت و مورد استفادهٔ مورخان قرار گرفت؛ به‌طوری‌که برخی از اشعار و عبارات آن عیناً در آثاری چون تاریخ طبرستان از ابن اسفندیار، جامع‌التواریخ از رشیدالدین فضل‌الله و تاریخ وصاف شیرازی به‌کاررفته است. در امپراتوری عثمانی، ترجمهٔ جرفادقانی توسط «درویش حسن» به‌زبان ترکی عثمانی برای سلطان مراد سوم ترجمه شد. «جیمز رنولدز» از کار جرفادقانی سال ۱۸۵۸ ترجمه‌ای انگلیسی در لندن به‌نشر رساند.
از تاریخ یمینی، به‌جز ترجمهٔ جرفادقانی، دست‌کم دو ترجمهٔ دیگر نیز صورت‌گرفته است؛ یکی را محمدفضل خیرآبادی در هندوستان انجام داده و به «ترجمهٔ امینی» نامور است، دیگری را «عبدالکریم اهری» سال ۱۲۶۱ ه‍.ق برای بهمن میرزا پسر عباس میرزا ترتیب داده است.

## ملحقات کتاب
بخش‌های حاشیه‌ای تاریخ یمینی را، جرفادقانی به فارسی برنگرداند؛ گویا به این دلیل که می‌خواست با ترجمهٔ آن‌ها به‌دست دیگران، توان و ظرافت نثر خود را در قیاس با دیگر مترجمان به‌نمایش بگذارد. در کمتر از نیم‌قرن از ترجمهٔ متن اصلی، فردی با نام «ابواسماعیل سعید اصفهانی»، رسالهٔ «آخر یمینی» را که در آن عتبی دربارهٔ امیری با نام «ابوالحسن بَغَوی» بدگویی کرده بود را به فارسی برگرداند، و به‌اصل ترجمه، افزود. «حبیب‌الدین جرفادقانی (گلپایگانی)»، سال ۱۲۷۲ ه‍.ق و بیش از پنج‌سده پس از ترجمهٔ اصفهانی، مرثیه‌ای را که عتبی برای مرگ نصر بن سبکتگین نوشته بود به فارسی برگرداند و سرانجام، در سال ۱۳۱۶ ه‍.ق ثقةالاسلام تبریزی به‌خواست امیرنظام گروسی رسالهٔ «بث‌الشکوی» عتبی را به فارسی ترجمه و ضمیمهٔ اصل ترجمه کرد.

## رویکرد ادبی
مشخص است که جرفادقانی، مترجم این اثر، بر هردو زبان فارسی و عربی تسلط کامل داشته است؛ بااین‌حال، او مشخصاً به ادبیات عرب دلبستگی بیشتری داشته، و این موضوع را صراحتاً در این کتاب بیان نیز داشته و نثر عربی‌اش را از نثر فارسی‌اش برتر دانسته است:
و معلوم شود که اگرچه کودن پارسیم حَرون است، مَرْکَبِ تازیم خوش‌رو است و اگرچه کسوت مُهَلْهِل عُجْمَه‌ام خَلَق است، حُلَّهٔ مُفَوَّف عربیت نیک نو است…
جرفادقانی بیان کرده که می‌خواسته مطابق رویهٔ رایج در روزگارش، ترجمه‌ای متکلف و مصنوع را ارائه دهد؛ ولی وزیر به او تذکر داده که از حد معمول فراتر نرود تا فهم مطلب برای خواننده دشوار نباشد. از این جهت، این اثر جزو نمونه‌های ساده‌تر نثر فنی به‌حساب می‌آید. پس از راحةالصدور نجم‌الدین راوندی (۵۹۹ ه‍.ق)، ترجمهٔ جرفادقانی، کهن‌ترین نمونهٔ شناخته‌شده از نگارش یک تاریخ فارسی، با نثری فنی محسوب می‌شود. این سبک از به‌نگارش درآوردن تاریخ بعداً با ظهور آثاری چون تاریخ وصاف و تاریخ معجم، به‌اوج افراط کشیده شد. درواقع نویسندگان فارسی‌نویس سدهٔ هفتم ه‍.ق بسیار علاقه داشتند که از اسلوب ترجمهٔ تاریخ یمینی، به‌همراه ترجمهٔ کلیله و دمنه، تاریخ عقدالعلی و مقامات حمیدی تقلید کنند، و چون تقلید یکی از این آثار، به‌تنهایی برای آن‌ها راضی‌کننده نبود، اسلوب آثار مذکور را آمیخته، و سطح بالاتری از تکلف و تصنع را در نثر فارسی پایه‌گذاری کردند.
درکل ۴۳ بیت شعر فارسی در این ترجمه به‌کاررفته، که تنها یک‌هشتم تعداد ابیات عربی است. برخی ابیات عربی، از خود جرفادقانی بوده، درمقابل، به‌تصریح مترجم ابیات فارسی نتیجهٔ ذائقهٔ وزیر هستند. از میان این ابیات فارسی بیشترشان از شاعران نامداری چون فردوسی، اسدی طوسی، محمد معزی، انوری و ظهیر فاریابی هستند، و تعدادی، احتمال می‌رود که از سروده‌های خود وزیر باشند. مترجم در جایی به ترجمهٔ کلیله و دمنه از ابوالمعالی نصرالله منشی اشاره نداشته، اما از شیوهٔ واژه‌گزینی و جمله‌بندی بخش‌هایی از ترجمه‌اش، آشکار شده که به آن اثر توجه داشته و از روی آن تقلیدهایی انجام داده است.

### دیدگاه‌های صاحب‌نظران
- محمدتقی بهار:[۱۲]

سبک تاریخ یمینی دنبالهٔ تقلید کلیله و دمنه و شیوهٔ ابوالمعالی نصرالله رحمةالله علیه می‌باشد، جز اینکه سجع هم گاه‌به‌گاه به‌کاررفته است ولی نه مانند مقامات حمیدی که قید و فور اسجاع موجب خراش اَسماع گردد، بلکه در موازنه و مترادفات هم تند نرفته و عبارت را از این ممر نیز خراب نکرده است، و من بعد از نثر ابوالمعالی و کلیله نثری از نثر جرفادقانی استوارتر و دلپذیرتر نیافته‌ام…
- ذبیح‌الله صفا:[۳]

(جرفادقانی) هر جا که مطلب حاجت به‌آوردن عباراتی دور از تکلف داشت حد سخن را رعایت می‌کرد و آنجا که میدان را برای جولان طبع آماده می‌یافت بر مَرْکَبِ صنعت می‌نشست، و چون در ادب دستی قوی و ذوقی سلیم داشت از عهدهٔ این هر دو شیوه به‌نیکویی برآمد چنان‌که می‌توان گفت کتاب او از نمونه‌ها و سرمشق‌های بارز نثر مصنوع گردیده است.
- کریم کشاورز:[۱۳]

ترجمهٔ جرفادقانی پر از لغات تازی است و به‌کاربردن واژه‌های عربی را به‌حد خنکی و بی‌مزگی می‌رساند. معهذا از لحاظ تاریخی پر ارج است و بعضی صفحات گیرا در آن دیده می‌شود.
- جعفر شعار:[۱]

پس از بررسی کامل بدین نتیجه رسیدم که تکلف و اغلاق جز در موارد معدود وجود ندارد و اغلب در تضاعیف کتاب عباراتی ساده و درعین‌حال فصیح و روان ملاحظه می‌شود… اما عبارات متکلفانه و مصنوع کتاب نیز اندک نیست، و گاه مترجم تکلف و اغلاق را از حد گذرانده است…
- علی‌اصغر خبره‌زاده:[۱۴]

این کتاب، از کتب بسیار فصیح و پرمایهٔ فارسی است که به‌سبک عصر خود تحریر یافته و از حیث فصاحت و استحکام و پرمایگی با اصل تازی (تاریخ یمینی) برابری می‌کند.
- سیروس شمیسا:[۱۰]

سبک این کتاب همان سبک کلیله و دمنه است… پس به‌طورکلی باید گفت که نثر نویسنده گاهی مرسل و گاهی فنی و گاهی به‌شیوهٔ بینابین است.

## تصحیح‌ها
نخستین‌بار این کتاب به‌دست حبیب‌الدین جرفادقانی با حمایت بهمن میرزا بهاءالدوله، به‌سال ۱۲۷۲ ه‍.ق در تهران، به‌تصحیح و چاپ سنگی رسید. در سال ۱۳۳۴ ه‍.خ «علی قویَم»، برپایهٔ آن تصحیح، تصحیحی دیگر به‌چاپ رساند. کامل‌ترین تصحیح را جعفر شعار سال ۱۳۴۵ ه‍.خ و برپایهٔ ۷ نسخهٔ خطی و چاپ‌های پیشین به‌انجام رسانید.